# Ägidius Rehm

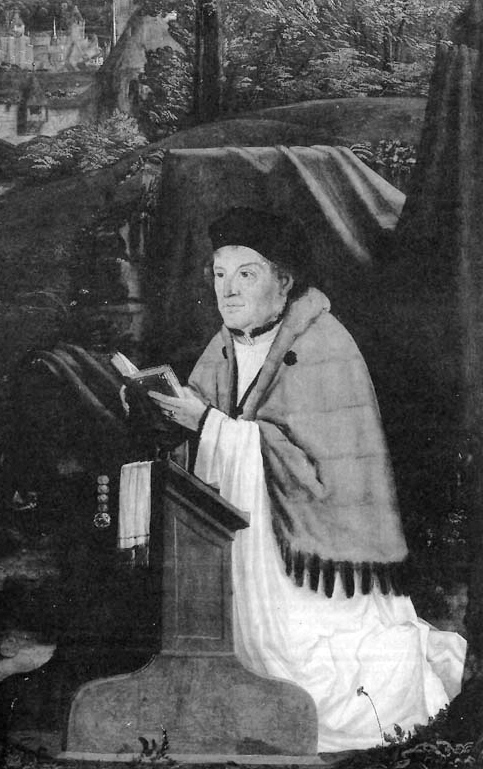
Ägidius Rehm als Domherr von Passau, um 1520

Ägidius Rehm (auch Aegidius Rehm; Egidius Rem; * 1486 in Augsburg; † 9. September 1535) war von 1526 bis 1535 Bischof von Chiemsee.

## Leben
Nach Studien in Paris und in Italien erwarb Ägidius Rehm den Grad eines Dr. iur. utr. und war ab 1514 Domherr in Passau. Beim Mühldorfer Reformkonvent 1522 hielt er die Eröffnungsrede. Nach 1522 war er Geistlicher Rat des Salzburger Erzbischofs Matthäus Lang von Wellenburg, auf den er einen starken Einfluss in der Frage der Klerusreform und der Gegenreformation ausübte. Zusammen mit diesem war er während des ersten Salzburger Bauernaufstands auf der Festung Hohensalzburg. Über die dort erlebte 14-wöchige Belagerung durch die Aufständischen verfasste er später eine Denkschrift.
Nach dem Verzicht des Chiemseer Bischofs Berthold Pürstinger am 6. Mai 1526 wurde Ägidius Rehm durch Erzbischof Lang von Wellendorf zu dessen Nachfolger bestimmt. Wegen des zweiten Salzburger Bauernaufstands erfolgte die Weihe erst im Herbst 1526 in Mühldorf. Da er vermutlich mit den über die Aufrührer verhängten Strafen nicht einverstanden war, gestand er den Einwohnern von Taxenbach wegen der Zerstörung des Schlosses Fischhorn eine Entschädigung von 1.000 Gulden zu. Während seines Bischofsamts übte er nur geringen politischen Einfluss aus.

## Denkschrift
- Egidius Rem: Bellum Rusticum Salztburgense descriptum. Salzburg 1525.  Digitalisat